# Mycterus umbellatarum
Mycterus umbellatarum is een keversoort uit de familie Mycteridae. De wetenschappelijke naam van de soort is voor het eerst geldig gepubliceerd in 1792 door Fabricius.